# Arkleton Lochan
Der Arkleton Lochan ist ein See in Dumfries and Galloway, Schottland. Der Green Sike stellt in seinem Nordosten seinen einzigen Zufluss und im Südwesten seinen einzigen Abfluss dar.